# 마를리스 괴어
마를리스 괴어(독일어: Marlies Göhr, 1958년 3월 21일 ~ )는 전 동독의 육상 선수이다.

## 1970년대
튀링겐주 게라에서 태어난 마를리스는 1975년 아테네에서 열린 유럽 주니어 육상 선수권 대회에서 100m 2위를 시작으로 국제 데뷔하였다. 이듬해 열린 1976년 몬트리올 올림픽에서 100m 결승전에 나갔으나 8위에 들어오고 말았다. 하지만 400m 계주 팀의 일원으로 첫 올림픽 금메달을 획득하였다.
1977년은 괴어가 드레스덴에서 열린 동독 선수권 대회에서 10.88초의 기록으로 100m 타이틀을 우승하면서 그녀의 큰 발전해였다. 그해 후순에 뒤셀도르프에서 열린 육상 월드컵에서 100m 우승을 하였다.
1978년 프라하에서 열린 유럽 육상 선수권 대회에서 100m 타이틀을 유지하였고, 200m에서는 소련의 류드밀라 콘드라트예바에게 1초의 1/100에 의하여 패하면서 2위를 하였다.
1979년 월드컵에서는 미국의 에벌린 애슈퍼드에 밀려 2위로 왔는 데, 둘은 강력한 라이벌 사이가 되었다.

## 1980년대
1980년 초순 괴어는 자신이 올림픽 100m 우승할 가능성을 보였다. 5월에는 2주 동안 포츠담, 예나, 드레스덴에서 각각 10.98초, 11.00초, 10.93초의 기록을 세웠다.
1980년 모스크바 올림픽 100m 결승전에서 콘드라트예바에게 다시 1초의 1/100에 의하여 패하고 말았다. 6일 후에 괴어는 동독 400m 계주 팀의 최종주자로 나와 2연승을 하였다.
괴어/애슈퍼드 경쟁은 1983년 둘다 세계 기록을 깨면서 번영하였다. 헬싱키에서 열린 세계 육상 선수권 대회에서 둘다 100m 준결승전을 우승하였다. 애슈퍼드는 햄스트링으로 기권하였고, 괴어는 동료 마리타 코흐로부터 금메달을 차지하였다. 400m 계주에서도 두 번째 금메달을 획득하였다.
괴어와 애슈퍼드는 1984년에도 지속적으로 100m 우위를 차지하였다. 불행히도 동구권 국가들이 로스앤젤레스 올림픽에 불참한 이유로 괴어는 출전을 놓치고 말았다.
1986년 슈투트가르트에서 열린 유럽 육상 선수권 대회에서 100m 타이틀을 유지하여 유럽 타이틀 3연속 우승한 첫 여성 선수가 되었다.
1988년 서울 올림픽에서 100m 준결승전에서 탈락되었고, 400m 계주에서 은메달을 땄다. 계주에서 애슈퍼드가 미국의 최종주자로 뛰면서 괴어를 좁은 차이로 꺾었다.
베를린 장벽이 무너진 후, 시민들에게 공개된 슈타지 문서에서 괴어가 17세 때에 약물 복용하였음을 밝혔다.

## 같이 보기
- 여자 100m 달리기 세계 기록 추이
- 올림픽 육상 여자 메달리스트 목록